# Гретер, Йохан
Йохан Якоб Гретер (нидерл. Johan Jacob Greter, 25 октября 1900 — 29 января 1975) — нидерландский офицер-артиллерист, призёр Олимпийских игр.

## Биография
Родился в 1900 году в Амстердаме. В 1923 году был отправлен служить в Нидерландскую Ост-Индию в качестве офицера артиллерии. С 1925 года начал принимать участие в конных состязаниях. В 1929 году был направлен в школу верховой езды в Амерсфорте. В 1934 году вернулся в армию. В 1936 году принял участие в Олимпийских играх в Берлине, где нидерландская сборная завоевала серебряные медали в конкуре; в личном первенстве в конкуре он стал 6-м. В 1937 году был направлен на год в Ганновер в германскую школу верховой езды.
В 1940—1941 годах был членом военного суда. В 1940 году принял участие в боях против наступающих немецких войск. В 1942 году был арестован, но сумел бежать, спрыгнув с поезда, и добрался до Великобритании, где вступил в ВВС. В 1944 и 1947 годах был награждён Нидерландским Бронзовым крестом. В 1952 году стал Офицером Ордена Оранских-Нассау